# Arno Huhn
Arno Bernhard Huhn (Potsdam, 26 augustus 1911 – Osnabrück, 3 januari 1991) was een Duitse politiebeambte. Tijdens de Tweede Wereldoorlog was hij het plaatsvervangend hoofd van de Sicherheitsdienst in Arnhem. Na de oorlog kreeg hij aanvankelijk een levenslange gevangenisstraf opgelegd vanwege zijn betrokkenheid bij vier Silbertanne-moorden. Na hoger beroep werd de straf omgezet naar zeventien jaar, in 1954 kwam Huhn vervroegd vrij.

## Levensloop

### Tweede Wereldoorlog
Huhn kwam in juli 1940 te werken op de afdeling economische zaken van de Sicherheitsdienst in Arnhem. Hij groeide uit tot plaatsvervangend chef van het SD-kantoor in Arnhem en daarmee de rechterhand van Arthur Thomsen. 

#### Betrokkenheid bij Silbertanne-moorden
In de periode tussen september 1943 en september 1944 was Huhn betrokken bij vier Silbertanne-moorden. Aktion Silbertanne was een codenaam voor een serie moordaanslagen en sluipmoorden die door Nederlandse SS'ers en Nederlandse oostfrontveteranen werden gepleegd. Prominente Nederlanders werden als represaillemaatregel vermoord. Op deze manier hoopte de Duitse bezetter het Nederlandse verzet te ontmoedigen.
In oktober 1943 kreeg Huhn van zijn baas Thomsen de opdracht om de aanslag op de Apeldoornse politieman en Jodenjager Jannes Doppenberg te vergelden. Huhn bezocht samen met Gerrit Jan Koopman en Adolf de Man in de avond van 15 oktober 1943 verschillende adressen in Apeldoorn, maar geen van de doelwitten was thuis. Een avond later gingen zij opnieuw naar Apeldoorn, waar De Man landbouwer en grootgrondbezitter Louis Dobbeldam doodschoot, terwijl Huhn in de auto wachtte. Twee weken later gaf Huhn opdracht tot een tweede moord. De NSB'er Cornelis Iprenburg was in het Wageningse ziekenhuis, waar hij lag vanwege een eerdere aanslag op zijn leven, doodgeschoten. Huhn riep de verzorgende arts Jan Boes, die er van verdacht werd betrokken te zijn geweest bij de aanslag, op voor verhoor. Thuis werd Boes opgewacht en voor de deur van zijn garage vermoord door Koopman en De Man.

#### Hoofd van de SD-gevangenis in Velp
Na de Slag om Arnhem in september 1944 week de SD onder andere uit naar het gebouw van de Rotterdamsche Bank in Velp. Het bankgebouw werd gebruikt als gevangenis. Huhn was regelmatig betrokken bij verhoren. Zo verhoorde hij bijvoorbeeld Czesław Oberdak, een Poolse vliegenier die in Duitse handen was gevallen. Huhn zou volgens getuigenverklaringen van na de oorlog niet een van de slechtste Duitsers zijn geweest. Hij zou regelmatig mededogen hebben getoond en opdrachten van  superieuren niet of slechts gedeeltelijk hebben uitgevoerd, waardoor mensenlevens zouden zijn gered. Volgens schrijver Cees Haverhoek zou Huhn juist met opzet alle hygiëne hebben verwaarloosd, zaten gevangenen in het donker en de kou en hadden verzoeken tot verbetering geen enkel effect. Vast staat dat Huhn in ieder geval betrokken was bij de massa-executie van tien gevangenen bij de Emmapiramide. De graven werd pas in april 1947 ontdekt op basis van informatie van Huhn. De eerste twee jaar van zijn gevangenschap had hij geweigerd te vertellen waar de graven zich bevonden.

#### Laatste oorlogsmaanden in Lunteren
Huhn volgde aan het einde van januari 1945 Ludwig Heinemann op als hoofd van het regionale SD-hoofdkwartier dat was gevestigd in De Wormshoef in Lunteren. In de laatste maanden van de oorlog voerde de SD vandaar uit een heus schrikbewind over Ede en omgeving. Huhn was rechtstreeks betrokken bij de arrestatie van 19 verzetsmensen tijdens en kort na een wapendropping bij Lunteren in de nacht van 8 op 9 maart. Zestien mensen werden twee weken later geëxecuteerd, een kwam om het leven door zelfdoding.

### Berechting
Na de oorlog kreeg Huhn aanvankelijk door het Bijzondere Gerechtshof een levenslange gevangenisstraf opgelegd. In hoger beroep werd deze straf omgezet naar zeventien jaar. Het strafonderzoek naar Huhn richtte zich voornamelijk op zijn aandeel bij de vier Silbertanne-moorden. Op 10 mei 1954 werd Huhn vervroegd vrijgelaten.

### Persoonlijk
Samen met zijn vrouw Anna Hermine Katharina Bernhardt (1920-2013) kreeg Huhn een kind.